# Batang Hari (Regierungsbezirk)
Batang Hari, auch Batanghari ist ein indonesischer Regierungsbezirk (Kabupaten) in der indonesischen Provinz Jambi. Ende 2023 leben hier 309.828 Menschen – 158.582 Männer (51,18 %) und 151.2246 Frauen (48,82 %). Dementsprechend kommen (rechnerisch) 104,85 Männer auf 100 Frauen. Mit dieser Einwohnerzahl wird der Rang 7 (von aller 11 Kabupaten und Kota in der Provinz Jambi) erreicht. Auf einer Fläche von 5.387,52 km² (Platz  5 in der Provinz) entspricht diese einer Bevölkerungsdichte von 57,5 Einw. je km², womit der Wert unterhalb des Provinzdurchschnitts (76,7) liegt.

## Geographie

### Lage
In der Mitte der Provinz Jambi gelegen, hat der Kabupaten Batang Hari Grenzen zum Kabupaten Tanjung Jabung Barat im Norden, mit Muaro Jambi im Osten, mit Tebo im Westen und mit Sarolangun im Südwesten. Eine Südspitze von Batang Hari ragt ca. 50 km in die südliche Provinz Sumatra Selatan hinein und bildet dort auf ca. 65 Kilometer eine Grenze mit dem Kabupaten Musi Banyuasin. 92,67 Prozent des Territoriums liegen auf Höhen zwischen 11 und 100 Metern. Neben dem namensgebenden längsten Fluss auf der Insel Sumatra, der auf seiner Reise von Ost nach West sechs Distrikte (auf 176 km Länge) durchfließe, ist noch der Batang Tembesi zu erwähnen, der aus dem Süden kommend in Muara Tembesi in den Batang Hari mündet. Geografisch belegt der Bezirk die Koordinaten zwischen 1° 23′ und 2° 23′ s. Br. sowie zwischen 102° 29′ und 103° 28′ ö. L.

## Verwaltungsgliederung
Seit 2003 gliederte sich der Regierungsbezirk Batang Hari in 18 Distrikte (indonesisch Kecamatan) mit 124 Dörfern, 14 davon waren als Kelurahan städtisch geprägt.
| Code 1   | Kecamatan Distrikt | Ibu Kota Verwaltungssitz | Fläche (km²) | Einw. Zensus 2010 2 | Volkszählung 2020 | Volkszählung 2020 | Volkszählung 2020 | Anzahl der Desa/Kel. 6 |
| Code 1   | Kecamatan Distrikt | Ibu Kota Verwaltungssitz | Fläche (km²) | Einw. Zensus 2010 2 | Einw. 3           | 0Dichte 40        | Sex Ratio 5       | Anzahl der Desa/Kel. 6 |
| -------- | ------------------ | ------------------------ | ------------ | ------------------- | ----------------- | ----------------- | ----------------- | ---------------------- |
| 15.04.01 | Mersam             | Kembang Paseban          | 801,90       | 26.396              | 33.246            | 41,5              | 105,51            | 17 / 1                 |
| 15.04.02 | Muara Tembesi      | Kampung Baru             | 419,77       | 27.233              | 33.894            | 80,7              | 103,07            | 12 / 2                 |
| 15.04.03 | Muara Bulian       | Muara Bulian             | 417,97       | 55.132              | 68.960            | 165,0             | 104,82            | 16 / 5                 |
| 15.04.04 | Batin XXIV         | Muara Jangga             | 904,14       | 25.423              | 31.749            | 35,1              | 104,07            | 15 / 2                 |
| 15.04.05 | Pemayung           | Jembatan Mas             | 1.022,15     | 29.650              | 36.985            | 36,2              | 103,19            | 18 / 1                 |
| 15.04.06 | Maro Sebo Ulu      | Simpang Sungai Rengas00  | 906,33       | 29.305              | 39.588            | 43,7              | 106,40            | 16 / 1                 |
| 15.04.07 | Bajubang           | Bajubang                 | 1.203,51     | 35.249              | 41.957            | 34,9              | 107,29            | 9 / 1                  |
| 15.04.08 | Maro Sebo Ilir     | Terusan                  | 129,06       | 12.946              | 15.321            | 118,7             | 107,43            | 7 / 1                  |
| 15.04    | Kab. Batang Hari00 | Muara Bulian             | 5.804,83     | 241.334             | 301.700           | 52,0              | 105,09            | 110 / 14               |

### Soziale Daten 2020
| Merkmal                                                            | Kabupaten | 0Provinz Jambi0 |
| ------------------------------------------------------------------ | --------- | --------------- |
| Bevölkerung unterhalb der Armutsgrenze (Tsd.)0                     | 26,54     | 277,80          |
| Anteil der „armen Bevölkerung“ (indonesisch Penduduk miskin) (%)00 | 09,65     | 007,58          |
| Arbeitslosenrate (%)                                               | 04,42     | 005,13          |
| Lebenserwartung bei der Geburt (Jahre)                             | 70,56     | 073,33          |
| HDI-Index                                                          | 69,84     | 071,29          |
| Analphabetenquote (in %, 15+ J.)                                   | 02,01     | 001,64          |
| Anteil der Altersgruppen                                           | 0Real0    | 0Prozentual0    |
| Kinder (<15 J.)                                                    | 078.925   | 026,16          |
| arbeitsfähige Bevölkerung (15–64 J.)                               | 210.293   | 069,70          |
| Rentner und Pensionäre (>65 J.)                                    | 012.482   | 004,14          |

## Demographie
Zur Volkszählung 2010 betrug der Frauenanteil 48,82 Prozent (oder 117.819 von 241.334 Personen), Die letzte Volkszählung 2020 ermittelte einen Frauenanteil von 48,76 Prozent, entsprechend 147.103 Frauen von 301.700 Personen.
Der Islam war und ist die vorherrschende Religion. Im Jahr 2020 bekannten sich 99,25 Prozent der Bevölkerung hierzu. Die Christen waren mit 1.842 (0,67 %) Gläubigen vertreten, davon waren etwa zwei Drittel (1.289) Protestanten, die meisten Christen lebten im Distrikt Muara Tembesi (352 Protestanten, 288 Katholiken). die Anzahl der Buddhisten ist kaum erwähnenswert: 132 bzw. 0,48 ‰. Es gab im Jahr 2020 309 Moscheen und 282 kleinere Gebetsräume (Mushola). Den Christen standen 127 ev.-luth. Kirchen (davon 43 in Muara Bulian und 40 in Batin XXIV) zur Glaubensausübung zur Verfügung. Die einzige röm.-kath. Kirche stand im Kecamatan Bajubang.

### Aktuelle Bevölkerungsdaten zur Bevölkerungsfortschreibung
Nachfolgende Tabelle gibt den Einwohnerstand der elf Kecamatan nach Geschlecht vom Jahresende 2022 und zum Jahresende 2023 wieder. Er resultiert aus den Ergebnissen der Fortschreibung durch die örtlichen Zivilregistrierungsbüros (Disdukcapil, indonesisch Dinas Kependudukan dan Pencatatan Sipil). Die Jahresendstände können in zwei interaktiven Karten abgerufen werden
| Kecamatan          | Jahresende 2022 2 | Jahresende 2022 2 | Jahresende 2022 2 | Jahresende 2022 2 | Jahresende 2023 2 | Jahresende 2023 2 | Jahresende 2023 2 | Dichte 2023 | Sex Ratio 2023 3 |
| Kecamatan          | Fläche (km²)      | Bev. insg.        | männl.            | weibl.            | Bev. insg.        | männl.            | weibl.            | Dichte 2023 | Sex Ratio 2023 3 |
| ------------------ | ----------------- | ----------------- | ----------------- | ----------------- | ----------------- | ----------------- | ----------------- | ----------- | ---------------- |
| Mersam             | 735,13            | 33.638            | 17.201            | 16.437            | 34.144            | 17.464            | 16.680            | 46,4        | 104,70           |
| Muara Tembesi      | 349,89            | 35.334            | 17.989            | 17.345            | 35.669            | 18.120            | 17.549            | 101,9       | 103,25           |
| Muara Bulian       | 461,75            | 70.542            | 36.049            | 34.493            | 71.401            | 36.435            | 34.966            | 154,6       | 104,20           |
| Batin Xxiv         | 922,37            | 32.468            | 16.559            | 15.909            | 32.589            | 16.590            | 15.999            | 35,3        | 103,69           |
| Pemayung           | 837,51            | 38.017            | 19.344            | 18.673            | 38.239            | 19.413            | 18.826            | 45,7        | 103,12           |
| Maro Sebo Ulu      | 783,69            | 39.119            | 20.198            | 18.921            | 38.835            | 20.042            | 18.793            | 49,6        | 106,65           |
| Baju Bang          | 1.148,95          | 42.789            | 22.138            | 20.651            | 43.111            | 22.316            | 20.795            | 37,5        | 107,31           |
| Maro Sebo Ilir     | 228,22            | 15.614            | 8.088             | 7.526             | 15.840            | 8.202             | 7.638             | 69,4        | 107,38           |
| Kab. Batang Hari00 | 5.467,51          | 307.521           | 157.566           | 149.955           | 309.828           | 158.582           | 151.246           | 56,7        | 104,85           |

### Verzeichnis der Kelurahan
Die nachfolgende Liste gibt den Einwohnerstand zum Jahresende 2022 (Semester II/2022) und genau ein Jahr später für alle Kelurahan im Bezirk Batang Hari wieder.
Neben der Fläche und den Einwohnerzahlen sind auch deren Zugehörigkeiten zu den acht Kecamatan aufgeführt, ebenso die errechneten Ergebnisse der Bevölkerungsdichte (in Einw. je km²) sowie des Geschlechterverhältnisses (Sex Ratio). Als erste Spalte ist der Strukturcode des indonesischen Innenministeriums angegeben. Er gibt gleichfalls Aufschluss über die Zugehörigkeit der Dörfer zu den übergeordneten Verwaltungsebenen: Die ersten drei Zahlenpärchen werden durch Punkte getrennt und geben die Provinz, den Regierungsbezirk (Kabupaten) und den Distrikt (Kecamatan) an. Als letztes folgt nach einem weiteren Trennungspunkt der vierstellige „Dorfcode“ – wobei städtisch geprägte Kelurahan immer mit 1 und „normale“ (ländliche) Desa mit einer 2 beginnen. Die Statistikseiten von BPS (Badan Pusat Statistik) verwenden eine andere Nomenklatur, auf die hier nicht näher eingegangen werden soll, da sie nur bei den Volkszählungen Anwendung findet.
Wie bei vorstehender Tabelle entstammen alle Daten der Fortschreibung durch die örtlichen Zivilregistrierungsbüros (Disdukcapil).
| Struktur- code | Kecamatan        | Kelurahan               | Bevölkerung am Jahresende 2022 | Bevölkerung am Jahresende 2022 | Bevölkerung am Jahresende 2022 | Bevölkerung am Jahresende 2022 | Bevölkerung am Jahresende 2023 | Bevölkerung am Jahresende 2023 | Bevölkerung am Jahresende 2023 | Bevölkerung am Jahresende 2023 | Bevölkerung am Jahresende 2023 |
| Struktur- code | Kecamatan        | Kelurahan               | Fläche (km²)                   | Gesamt                         | männlich                       | weiblich                       | Gesamt                         | männlich                       | weiblich                       | Dichte                         | Sex Ratio                      |
| -------------- | ---------------- | ----------------------- | ------------------------------ | ------------------------------ | ------------------------------ | ------------------------------ | ------------------------------ | ------------------------------ | ------------------------------ | ------------------------------ | ------------------------------ |
| 15.04.01.1001  | Mersam           | Kembang Paseban         | 44,52                          | 5.248                          | 2.644                          | 2.604                          | 5.279                          | 2.652                          | 2.627                          | 118,6                          | 100,95                         |
| 15.04.02.1001  | Muara Tembesi000 | Kampung Baru            | 8,59                           | 9.765                          | 4.929                          | 4.836                          | 9.852                          | 4.966                          | 4.886                          | 1.146,9                        | 101,64                         |
| 15.04.02.1002  | Muara Tembesi000 | Pasar Muara Tembesi     | 1,17                           | 1.307                          | 667                            | 640                            | 1.267                          | 646                            | 621                            | 1.082,9                        | 104,03                         |
| 15.04.03.1001  | Muara Bulian     | Muara Bulian            | 17,73                          | 9.709                          | 4.926                          | 4.783                          | 9.793                          | 4.968                          | 4.825                          | 552,3                          | 102,96                         |
| 15.04.03.1002  | Muara Bulian     | Teratai                 | 16,36                          | 8.216                          | 4.179                          | 4.037                          | 8.388                          | 4.261                          | 4.127                          | 512,7                          | 103,25                         |
| 15.04.03.1003  | Muara Bulian     | Sridadi                 | 72,19                          | 6.905                          | 3.537                          | 3.368                          | 7.083                          | 3.632                          | 3.451                          | 98,1                           | 105,24                         |
| 15.04.03.1004  | Muara Bulian     | Pasar Baru              | 18,01                          | 3.696                          | 1.875                          | 1.821                          | 3.686                          | 1.863                          | 1.823                          | 204,7                          | 102,19                         |
| 15.04.03.1005  | Muara Bulian     | Rengas Condong          | 16,93                          | 10.111                         | 5.101                          | 5.010                          | 10.277                         | 5.178                          | 5.099                          | 607,0                          | 101,55                         |
| 15.04.04.1003  | Batin XXIV       | Durian Luncuk           | 47,25                          | 3.205                          | 1.582                          | 1.623                          | 3.167                          | 1.566                          | 1.601                          | 67,0                           | 97,81                          |
| 15.04.04.1012  | Batin XXIV       | Muara Jangga            | 24,40                          | 2.340                          | 1.182                          | 1.158                          | 2.303                          | 1.167                          | 1.136                          | 94,4                           | 102,73                         |
| 15.04.05.1002  | Pemayung         | Jembatan Mas            | 22,87                          | 4.242                          | 2.160                          | 2.082                          | 4.263                          | 2.164                          | 2.099                          | 186,4                          | 103,10                         |
| 15.04.06.1014  | Maru Sebo Ulu    | Simpang Sungai Rengas00 |                                |                                |                                |                                | 5.298                          | 2.720                          | 2.578                          | 64,6                           | 105,51                         |
| 15.04.07.1004  | Bajubang         | Bajubang                | 18,88                          | 6.124                          | 3.153                          | 2.971                          | 6.060                          | 3.118                          | 2.942                          | 321,0                          | 105,98                         |
| 15.04.08.1008  | Maro Sebo Ilir   | Terusan                 | 25,76                          | 1.952                          | 1.003                          | 949                            | 1.987                          | 1.024                          | 963                            | 77,1                           | 106,33                         |

## Geschichte
Das Gebiet des heutigen Kabupaten lag in der 1956 gebildeten Provinz Sumatra Tengah (Zentralsumatra) und bestand damals aus den vier Regionen (Kewedanaan) Bangko, Sarolangun, Bungo und Tebo. Nach der Auflösung dieser Provinz durch das Notstandsgesetz Nr. 19/1957 und Aufspaltung in die Provinzen Sumatra Barat, Riau und eben Jambi gehörte der Kabupaten Batang Hari zu letzterer. Seit 1963 hieß die Hauptstadt Kota Baru, bevor sie 1979 in die Stadt Jambi eingegliedert wurde. Neue Hauptstadt wurde Muara Bulian.
Im Jahre 1999 wurde der Kabupaten Batang Hari durch die Abgabe von sechs Kecamatan um 48 Prozent verkleinert (5.326 von 11.130 km²). Diese wurden zum neuen Kabupaten Muaro Jambi vereinigt.
Der Kabupaten Batang Hari erfuhr bis heute noch einige Veränderungen:
- 2002 Die Neubildung des Kecamatan Maro Sebu Ulu aus Teilen des Kecamatan Mersam (PERDA 11/2002)
- 2003 Die Bildung der Kecamatan Maro Sebo Ilir und Bajubang, beide aus Teilen des Kec. Muara Bulian (PERDA 2/2003)